# Wohlfarth (Much)

## Lage
Wohlfarth liegt an der Kreuzung der Landesstraßen 352 und 224. Diese über die Wasserscheiden führenden Straßen waren schon im Mittelalter wichtige Reisewege.
Umliegende Weiler sind Senschenhöhe, Olberholz, Feld, Bennrath, Wiese, Hohn und Höhnchen.

## Einwohner
1901 war Wohlfarth ein Gehöft mit 23 Einwohnern. Hier lebten die Haushalte Ackerer Joh. Haas, Ackerin Witwe Heinrich Keppler, Hufschmied Franz Kraus und der Gastwirt, Bäcker und Kleinhändler Heinrich Josef Steimel. Wohlfahrt war eine alte Zollstation, an der Rast gemacht und die Pferde getauscht werden konnten.

## Wasserscheide
Von der Wasserscheide Hülscheid – Senschenhöhe – Birrenbachshöhe entspringen einige Bäche. Richtung Norden zwei Zuläufe des Wahnbaches oberhalb des Herrenteiches, Richtung Osten der Höhner Bach, der in den Werschbach mündet, Richtung Süden der Köbach und Richtung Westen der Wendbach, der bei der ehemaligen Herkenrather Mühle ebenfalls in den Wahnbach einmündet.